# Kolomuty
Kolomuty är en ort i Tjeckien.   Den ligger i regionen Mellersta Böhmen, i den centrala delen av landet, 50 km nordost om huvudstaden Prag. Kolomuty ligger 214 meter över havet och antalet invånare är 189.
Terrängen runt Kolomuty är platt. Runt Kolomuty är det ganska glesbefolkat, med 30 invånare per kvadratkilometer. Närmaste större samhälle är Mladá Boleslav, 5,5 km väster om Kolomuty. Trakten runt Kolomuty består till största delen av jordbruksmark.